# لوكا توني
لوكا توني (Luca Toni)، (بافولو نل فرينيانو بمقاطعة مودينا، 26 مايو 1977) هو لاعب كرة قدم إيطالي سابق. كان من ضمن الفريق الفائز بكأس العالم لكرة القدم 2006. في كأس العالم عام 2006 أحرز لوكا توني هدفين أمام منتخب أوكرانيا لكرة القدم، كما ساهم في تأهل فريقه إلى نهائيات كأس الأمم الأوروبية 2008.
بدأ مسيرته الاحترافية مع نادي مودينا عام 1994. بعدما أنهى موسماً مع نادي تريفيزو في دوري الدرجة B عام 1999، انتقل إلى نادي فيتشينزا ليلعب لأول مرة في الدرجة الأولى. بعد ذلك انتقل إلى نادي بريشا لموسمين وقد لعب إلى جانب روبيرتو بادجو. انضم في عام 2003 إلى نادي باليرمو وقد ساهم بشكل فعال في حصول النادي على لقب دوري الدرجة الثانية بعد إحرازه 30 هدفاً خلال الموسم. وبسبب أدائه الجيد شارك لأول مرة في منتخب إيطاليا لكرة القدم بعد ذلك. في الموسم التالي أحرز 20 هدفاً مع ناديه.
في يوليو 2005 انتقل إلى نادي فيورينتينا مقابل 30 مليون يورو. ساهم لوكا توني في تأهل فريقه إلى بطولة دوري أبطال أوروبا 2006 - 2007 بعدما أنهى النادي الموسم السابق من الدوري الإيطالي في المركز الرابع. في 14 مايو 2006 أصبح لوكا توني أول لاعب يحرز أكثر من 30 هدفاً في الدوري الإيطالي الدرجة الأولى منذ عام 1958، بعد إحرازه 31 هدف خلال موسم 2005 - 2006، وقد توج بالطبع هدافاً لذلك الموسم وتوج أيضاً بالحذاء الذهبي.
على صعيد المنتخب الوطني فقد لعب لوكا توني أول مباراة ضمن منتخب إيطاليا لكرة القدم في 18 أغسطس 2004 كلاعب احتياطي في مباراة ودية ضد منتخب آيسلندا لكرة القدم. في 4 سبتمبر 2004 أحرز لوكا توني أول أهدافه مع المنتخب الوطني أمام منتخب النرويج لكرة القدم في مباراة بدأها على مقاعد البدلاء ضمن تصفيات كأس العالم لكرة القدم 2006. بدأ أول مباراة له كلاعب أساسي في 17 نوفمبر من نفس العام في مباراة ودية ضد منتخب فنلندا لكرة القدم. في 11 يونيو 2005 أصبح قائد المنتخب الإيطالي لأول مرة في مباراة ودية أمام منتخب الإكوادور لكرة القدم بسبب غياب الكثير من اللاعبين من بينهم فابيو كانافارو. في 30 يونيو 2006 أحرز لوكا توني هدفين أمام منتخب أوكرانيا لكرة القدم ضمن نهائيات بطولة كأس العالم لكرة القدم 2006.
انتقل صيف عام 2007 لنادي بايرن ميونخ وقد توج معهم بطلا بالدوري والكأس وكأس الدوري الألماني وكاس السوبر وقد توج أيضاً هدافاً للدوري الألماني، واصل مع البايرن حتى يناير عام 2010 ذهب إعارة لــ نادي روما ومن ثم ذهب لــ جنوة ومن ذهب لــ نادي يوفنتوس لم يلعب مع هذه الفرق فترة طويلة كانت جميعها بنظام الإعارة ثم انتقل في يناير عام 2012 لــ النصر الاماراتي وقد استمر معهم حتى نهاية موسم 2011-2012 .
بعد انتقال لوكا توني لــ نادي النصر الرياضي (دبي) ظن الجميع انها ستكون هي مرحلته الأخيرة في كرة القدم وقد صرح كثيراً لوكا توني انه سيعتزل كورة القدم ومن ثم بخطوة مفاجئة عاد لوكا توني مجدداً لعشقه القديم الكالتشيو الإيطالي وتحديداً عبر محطته الأجمل فيورنتينا.
عودة لوكا توني كانت عودة قوية رغم عمره الكبير ولعب مع فيورنتينا موسم 2012-2013 لعب 28 مباراة سجل 8 اهداف وحجز مع فيورنتينا مقعد مؤهلهم لهم ب الدوري الاوروبي ومن ثم انتقل لــ هيلاس فيرونا قدم مستوى جميل مع الفريق الصاعد لـ مصاف الدرجة الأولى ففي موسمه الأول معهم كانوا قريبين من الذهاب لليوربا ليغ وكان هو هداف الفريق ب21 هدف وفي موسمه الثاني مع هيلاس فيرونا موسم 2014-2015 قدم مستوى جميل لوكا توني وتوج بنهاية الموسم هداف للدوري الإيطالي مناصفة مع ماورو إيكاردي مهاجم الانتر ب23 هدف كأكبر لاعب يصبح هداف بعمر 38 سنة.
اعتزل لوكا توني مع هيلاس فيرونا في مايو 2016.

## الأندية
- 1994 - 1996: نادي مودينا
- 1996 - 1997: نادي إمبولي انتقال

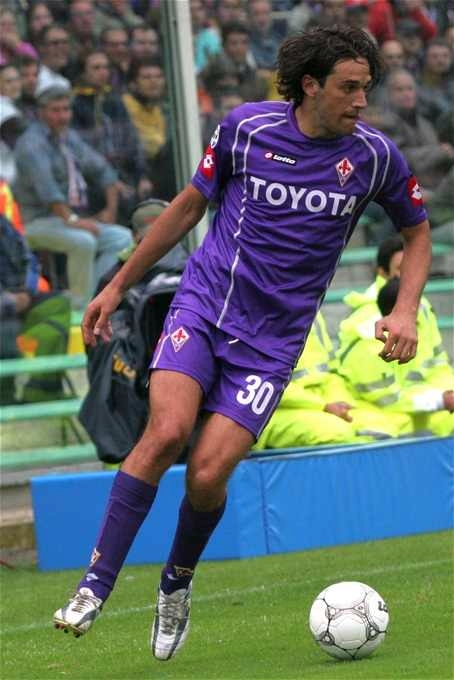
توني بقميص فيورنتينا

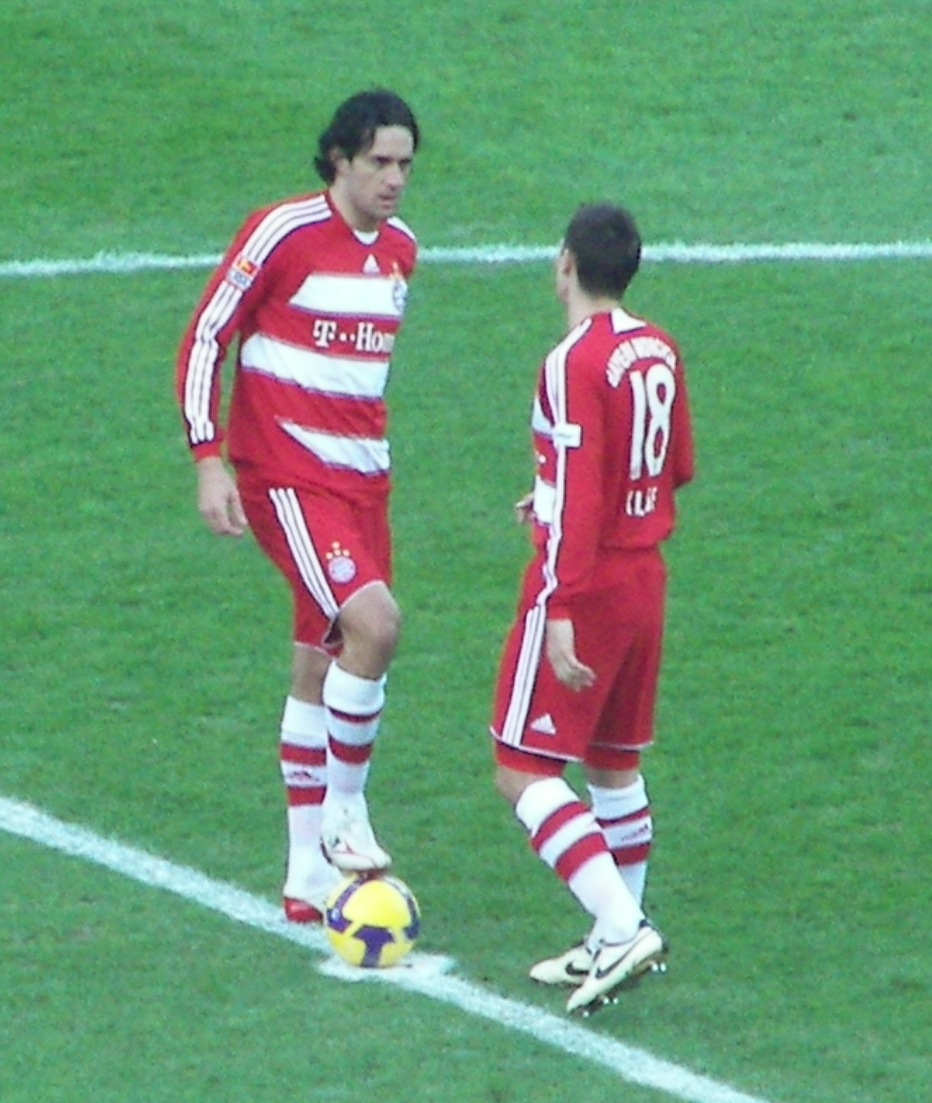
توني مع ميروسلاف كلوزه في مباراة لبايرن ميونخ عام 2009

- 1997 - 1998: نادي فيورينسوولا انتقال
- 1998 - 1999: تشيسكو روما انتقال
- 1999 - 2000: نادي تريفيزو انتقال
- 2000 - 2001: نادي فيتشينزا انتقال
- 2001 - 2003: نادي بريشا انتقال
- 2003 - 2005: نادي باليرمو انتقال
- 2005 - 2007: فيورينتينا انتقال
- 2007 - بايرن ميونيخ انتقال
- 2010 - روما إعارة من بايرن ميونيخ
- 2010 - جنوى انتقال حر
- 2011 - يوفنتوس انتقال حر
- 2012- النصر الإماراتي
- 2012 - فيورنتينا
- 2013 - هيلاس فيرونا
- 2016 - اعتزال كرة القدم

## إنجازاته

### باليرمو
الدوري الإيطالي الدرجة الثانية 2003-2004

### بايرن ميونخ
الدوري الألماني 2007-2008
كأس ألمانيا 2007-2008
كأس الدوري الألماني 2007
كأس السوبر الألماني 2008

### المنتخب الإيطالي
كأس العالم 2006

## إنجازاته الفردية
هداف الدوري الايطالي مرتين 2005-2006 , 2014-2015
جائزة الحذاء الذهبي الأوروبي 2006
هداف الدوري الإيطالي الدرجة الثانية 2004
هداف الدوري الألماني 2008
اختير ضمن تشكيلة لاعبين كأس العالم 2006
أكبر لاعب يحرز لقب هداف الدوري الايطالي موسم 2015 بعمر 38 سنة

## روابط خارجية
- لوكا توني على موقع الاتحاد الدولي (مؤرشف)  (الإنجليزية)
- لوكا توني على موقع الاتحاد الأوربي (الإنجليزية)
- لوكا توني على موقع قاعدة بيانات كرة القدم.إي يو (الإنجليزية)
- لوكا توني على موقع بيانات كرة القدم. دي إي (الألمانية)
- لوكا توني على موقع ليكيب (الفرنسية)
- لوكا توني على موقع ناشيونال فوتبول تيمز (الإنجليزية)
- لوكا توني على موقع Soccerway.com (الإنجليزية)
- لوكا توني على موقع عالم كرة القدم.نت (الإنجليزية)
- لوكا توني على موقع كووورة
- لوكا توني على موقع AS.com (الإسبانية)